# Глебово (Раменский район)
Гле́бово — деревня в Раменском муниципальном районе Московской области. Входит в состав сельского поселения Гжельское. Население — 209 чел. (2010).

## География
Деревня Глебово расположена в северо-восточной части Раменского района, примерно в 11 км к востоку от города Раменское. Высота над уровнем моря 125 м. Рядом с деревней протекает река Гжелка. В деревне 4 улицы: Звездная, Лесная, Родниковая и Солнечная. Ближайший населённый пункт — деревня Фенино.

## История
В 1926 году деревня являлась центром Глебовского сельсовета Гжельской волости Бронницкого уезда Московской губернии.
С 1929 года — населённый пункт в составе Раменского района Московского округа Московской области.
До муниципальной реформы 2006 года деревня входила в состав Гжельского сельского округа Раменского района.

## Население
| 1926 | 2002 | 2010 |
| ---- | ---- | ---- |
| 348  | ↘142 | ↗209 |

В 1926 году в деревне проживало 348 человек (152 мужчины, 196 женщин), насчитывалось 66 хозяйств, из которых 65 было крестьянских. По переписи 2002 года — 142 человека (59 мужчин, 83 женщины).